# 伯烏察爾鄉
45°31′N 22°34′E / 45.517°N 22.567°E
伯烏察爾鄉（羅馬尼亞語：Comuna Băuțar, Caraș-Severin），是羅馬尼亞的鄉份，位於該國西南部，由卡拉什-塞維林縣負責管轄，面積188平方公里，海拔高度532米，2007年人口2,713，人口密度每平方公里14人。